# Yves Devillechabrolle
Yves Devillechabrolle, né le 10 février 1957 à Mourioux-Vieilleville (Creuse), est un footballeur français.

## Biographie
Avant de signer professionnel, Yves Devillechabrolle joue pour les clubs de Bénévent-l'Abbaye, Marsac puis à l'UES Montmorillon.
En 1980, Devillechabrolle signe à l'UES Montmorillon en deuxième division, dans une équipe qui n'a pas le statut professionnel en dépit de son appartenance à la D2 française. Il devient rapidement titulaire et inscrit huit buts durant la saison, mais il ne peut empêcher la relégation du club.
Il s'engage alors avec le FC Tours en Division 1. Même s'il n'est pas toujours titulaire, il est un des ailiers de l'équipe où il peut se servir de sa vitesse. Son rôle est davantage d'approvisionner Bernard Ferrigno et l'avant-centre Delio Onnis en ballons. En 1983, Yves Devillechabrolle souffre non seulement de la relégation du club mais aussi du départ d'Onnis. Devillechabrolle marque peu mais conserve sa place dans l'équipe.
En 1986, Yves Devillechabrolle signe avec l'AS Béziers toujours en D2, mais quitte le club pour le FC Martigues dès janvier 1987. À Martigues, il a un rôle mineur et rejoint le CO Saint-Dizier à la fin de la saison. L'équipe est reléguée en troisième division et, à 31 ans, il décide de mettre fin à sa carrière.

## Statistiques
| Saison                | Club                  | Championnat           | Championnat | Championnat | Coupe(s) nationale(s) | Coupe(s) nationale(s) | Total | Total |
| Saison                | Club                  | Division              | M.          | B.          | M.                    | B.                    | M.    | B.    |
| 1980-1981             | UES Montmorillon      | D2                    | 33          | 8           | -                     | -                     | 33    | 8     |
| 1981-1982             | FC Tours              | D1                    | 11          | 1           | 8                     | 2                     | 19    | 3     |
| 1982-1983             | FC Tours              | D1                    | 27          | 1           | 10                    | 3                     | 37    | 4     |
| 1983-1984             | FC Tours              | D2                    | 32          | 5           | 4                     | 0                     | 36    | 5     |
| 1984-1985             | FC Tours              | D1                    | 27          | 2           | 1                     | 0                     | 28    | 2     |
| 1985-1986             | FC Tours              | D2                    | 27          | 2           | 4                     | 0                     | 31    | 2     |
| Sous-total            | Sous-total            | Sous-total            | 124         | 11          | 27                    | 5                     | 151   | 16    |
| 1986-1987             | AS Béziers            | D2                    | 21          | 0           | -                     | -                     | 21    | 0     |
| 1987                  | FC Martigues          | D2                    | 11          | 0           | 5                     | 1                     | 16    | 1     |
| 1987-1988             | CO Saint-Dizier       | D2                    | 34          | 1           | 1                     | 0                     | 35    | 1     |
| Total sur la carrière | Total sur la carrière | Total sur la carrière | 223         | 20          | 33                    | 6                     | 256   | 26    |

## Palmarès
Championnat de France D2
- Champion en 1984